# Глєбов Данило Олександрович
Данило Олександрович Глєбов (рос. Дани́л Алекса́ндрович Гле́бов, нар. 3 листопада 1999, Томськ, Росія) — російський футболіст, опорний півзахисник клубу «Ростов» та національної збірної Росії

## Ігрова кар'єра

### Клубна
Данило Глєбов народився у місті Томськ і почав займатися футболом у місцевій футбольній школі. Пізніше він проходив вишкіл в академії московського «Локомотива». На дорослому рівні Глєбов дебютував у складі «Анжи». Спочатку він грав у дублі команди. А у вересні 2018 року зіграв перший матч у російській Прем'єр - дізі.
У січні 2019 року Глєбов приєднався до клубу РПЛ «Ростов». Граючи в Ростові футболіст фарбує бороду у синьо - жовтий колір (кольори клубу).

### Збірна
З 2019 року Данило Глєбов гравець молодіжної збірної Росії. У матчах відбіркового турніру до чемпіонату світу 2022 року Глєбов дебютував у складі національної збірної Росії.